# Antagnod
Antagnod est un hameau du chef-lieu communal d'Ayas, dans le haut val d'Ayas, en Vallée d'Aoste, en Italie. Il est situé à 1710 mètres, au pied du Mont Dzerbion.

## Monuments et lieux d'intérêt
- l'église paroissiale Saint-Martin-de-Tours figure parmi les plus connues de la Vallée d'Aoste, notamment en raison de son orgue datant de 1912 ;
- Maison Merlet ;
- Maison Challant, qui a accueilli au XVe siècle un membre de la famille de Challant[1] ;
- Musée d'art sarcré d'Ayas, Champoluc et Antagnod, dans la chapelle du cimetière, datant de la fin du XVe siècle.

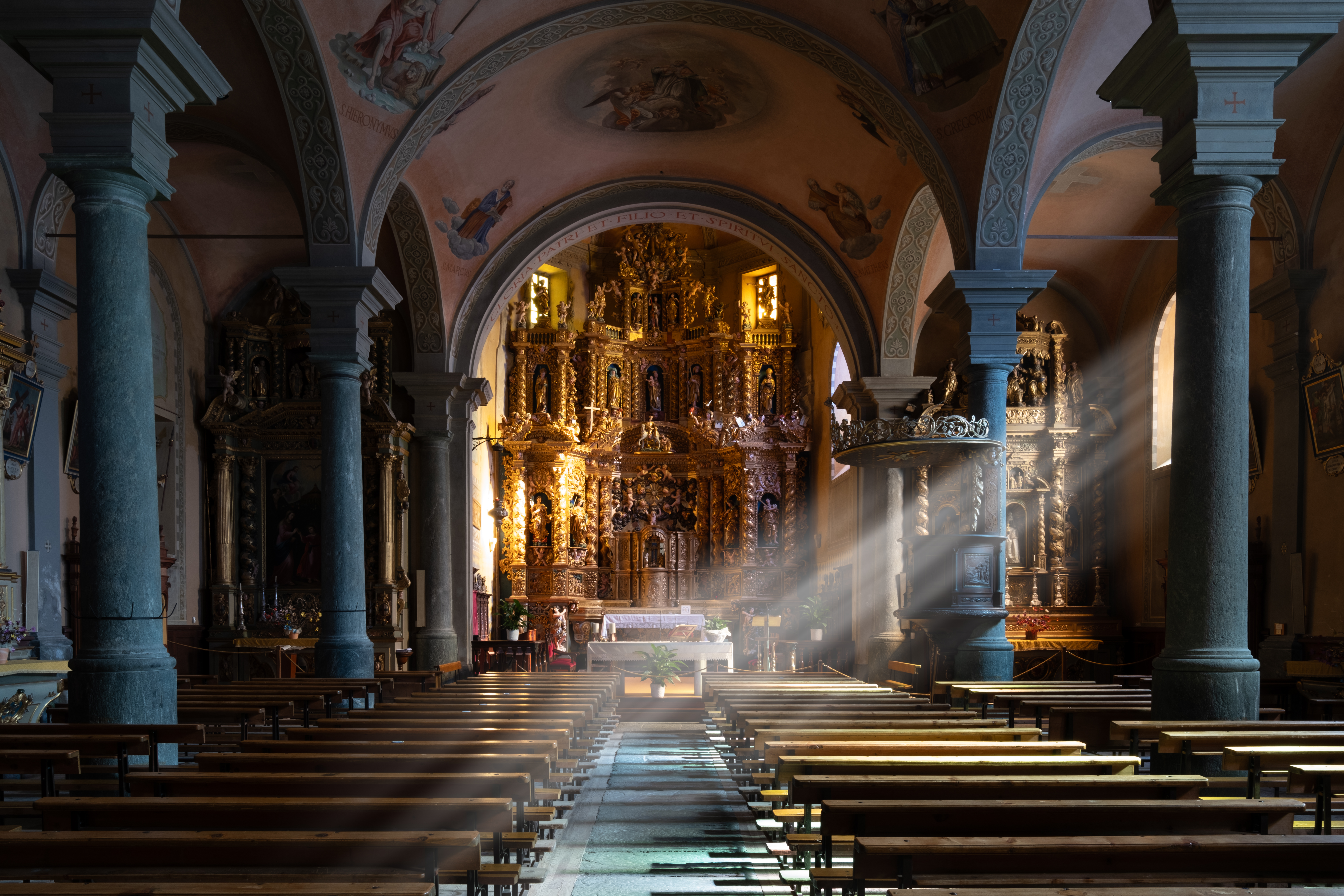
Vue de l'intérieur de l'église paroissiale Saint-Martin-de-Tours.
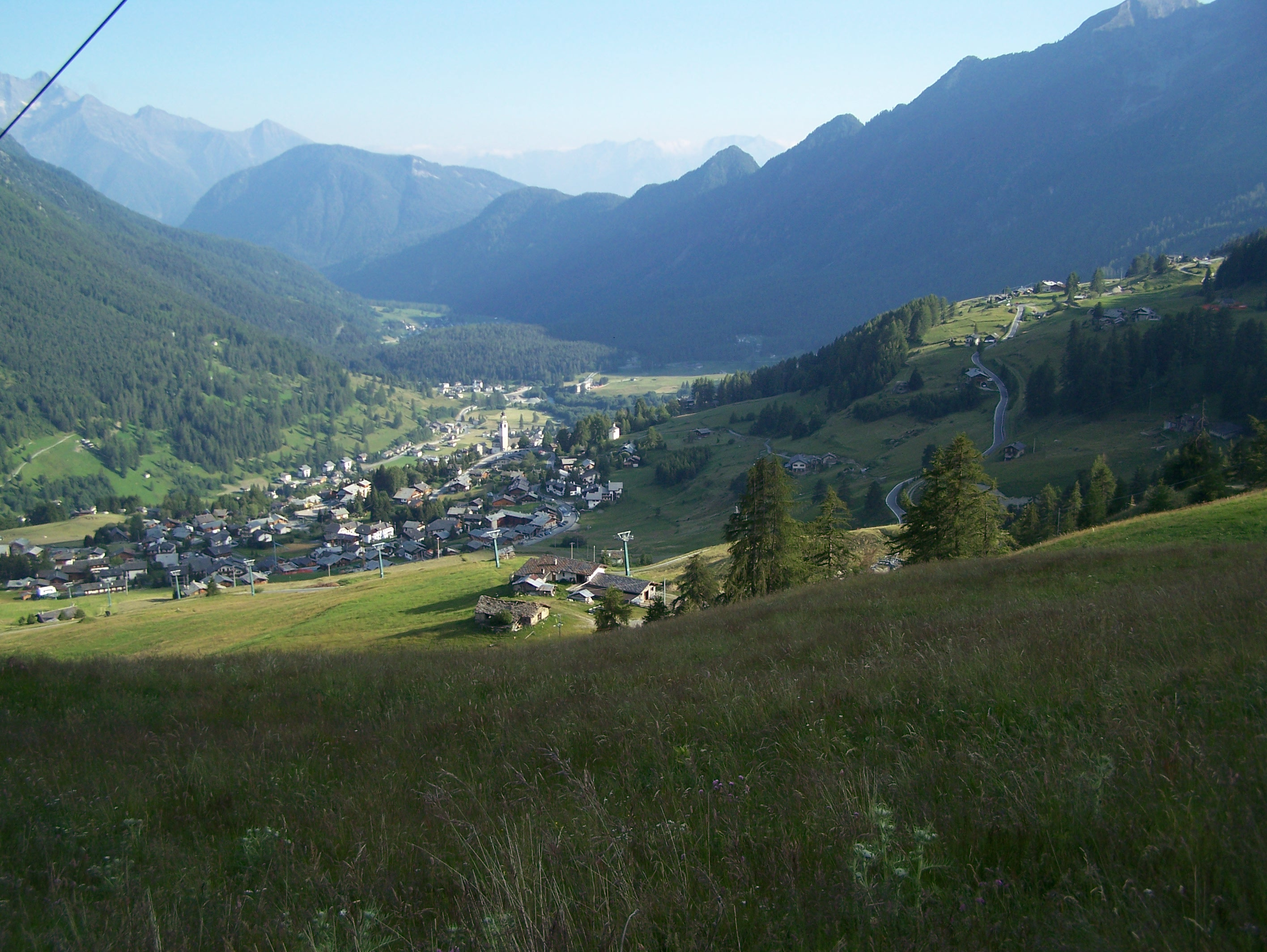
Antagnod vu depuis Barmasc.

## Sport

### Ski
Antagnod fait partie du domaine skiable Monterosa Ski. Les installations de remontée mécanique présentes sont les suivantes :
- Télésiège Boudin
- Télésiège Antagnod-Pian Péra
- Tapis roulant Antagnod 2

Un baby snow park est également disponible.
Ski nordique
- Trois pistes sont disponibles près du hameau Barmasc, pour un total de 5 km environ.

## Transports et voies de communication

### En voiture
On peut rejoindre Antagnod à partir de Verrès et en remontant le val d'Ayas. La sortie de Verrès se trouve sur l'autoroute A5, qu'on peut emprunter après le tunnel du Mont-Blanc depuis la France ou bien à Aoste en provenance de Suisse. On peut arriver à Verrès aussi par la route nationale 26 de la Vallée d'Aoste (du col du Petit-Saint-Bernard). De la Suisse, on rejoint la nationale 26 à Aoste depuis la RN 27 du Grand-Saint-Bernard (Tunnel et col du Grand-Saint-Bernard). Ensuite, à Verrès il faut prendre la route régionale 45 du val d'Ayas. Antagnod se trouve à 25 kilomètres environ.

### Par le train
En provenance de Turin, il faut rejoindre la gare de Chivasso, où partent les trains pour la vallée d'Aoste (ligne de Chivasso à Aoste). Il faut descendre à la gare de Verrès et poursuivre en car (ligne Verrès - Ayas - Saint-Jacques) (SAVDA). 
En provenance de France ou de Suisse, rejoindre Aoste (Ligne d'Aoste à Pré-Saint-Didier) et poursuivre en train jusqu'à la gare de Verrès (Ligne de Chivasso à Aoste), enfin prendre un car (SAVDA).